# استئصال المريء
استئصال المريء هو استئصال جراحي لجميع أو جزء من المريء.

## الاستخدمات الطبية
الهدف الرئيسي هو إزالة المريء، وهو جزء من الجهاز الهضمي (أنبوب الغذاء)، عادة ما يتم هذا الإجراء لمرضى سرطان المريء، يتم ذلك عادة عند اكتشاف سرطان المريء في وقت مبكر، قبل أن ينتشر إلى أجزاء أخرى من الجسم، يمثل استئصال المريء في المرحلة المبكرة أفضل فرصة للعلاج، على الرغم من التحسينات الكبيرة في التقنية والرعاية بعد العملية الجراحية، إلا أن البقاء طويل الأجل لسرطان المريء لا يزال ضعيفًا، حاليا هناك حاجة إلى علاج متعدد الأساليب (العلاج الكيميائي والعلاج الإشعاعي) للأورام المتقدمة، يتم إجراء استئصال المريء أيضًا من وقت لآخر بسبب مرض حميد مثل رتق المريء عند الأطفال، تعذر الارتخاء المريئي، إصابة مادة آكالة، بالنسبة لأولئك الذين خضعوا لاستئصال المريء للسرطان، فإن رأب الثرب يحسن النتائج.

## التصنيفات

رسم تخطيطي يظهر قبل وبعد استئصال المريء

هناك نوعان رئيسيان من استئصال المريء:
- يتم إجراء استئصال المريء عبر الفرجة (بالإنجليزية: transhiatal esophagectomy)‏ واختصارها (تي اتش أي) يتم تطبيقه على الرقبة والبطن في وقت واحد.[2]
- يتضمن استئصال المريء الصدري (بالإنجليزية: transthoracic esophagectomy)‏ واختصارها (تي تي أي) يتم تطبيقه بفتح الصدر.

في معظم الحالات، تزرع المعدة في العنق ووتأخذ المعدة مكان في الأصل يحتلها المريء، في بعض الحالات، يتم استبدال المريء الذي تم إزالته بهيكل مجوف آخر، مثل القولون.
الخيار الآخر الذي أصبح متاحًا ببطء هو الجراحة خفيفة التوغل (ام آي اس) التي يتم إجراؤها بالمنظار وتنظير الصدر.
بعد الجراحة، قد يواجه المرضى مشكلة في اتباع نظام غذائي منتظم وقد يضطرون إلى تناول الأطعمة اللينة وتجنب السوائل في الوجبات والبقاء منتصبين لمدة (1-3) ساعات بعد تناول الطعام، عسر البلع هز الأكثر شيوعًا، ويشجع المرضى على مضغ الطعام جيدًا أو طحن طعامهم، قد يشتكي المرضى من الألم البطني الذي يحل عن طريق رشف السوائل أو ارتجاع الطعام، يمكن أن تكون أعراض ارتجاع شديدة، بما في ذلك عدم تحمل الأطعمة الحمضية والوجبات الدهنية الكبيرة، قد يتم وضع أنابيب التغذية الصائمية أثناء الجراحة لتوفير مسار مؤقت للتغذية حتى يستأنف تناول الطعام عن طريق الفم.[بحاجة لمصدر]

## العملية الجراحية والخطوات
استئصال المريء هي عملية معقدة للغاية يمكن أن تستغرق ما بين (4-8) ساعات للقيام بها، من الأفضل القيام به على وجه التحديد من قبل الأطباء المتخصصين في جراحة الجهاز الهضمي العلوي، يعد التخدير لاستئصال المريء معقدًا أيضًا بسبب مشاكل إدارة مجرى الهواء ووظيفة الرئة للمريض أثناء العملية همود الرئة هو احتمال كبير، وكذلك فقدان وظيفة الحجاب الحاجز، وإصابة محتملة في الطحال.
يبلغ متوسط معدلات الوفيات (الوفيات في المستشفى أو خلال 30 يومًا من الجراحة) حوالي 10% في المستشفيات الأمريكية، ومع ذلك، فإن مستشفيات السرطان الرئيسية المعترف بها عادة ما تبلغ عن معدلات وفيات تقل عن 5 %، تحدث مضاعفات كبيرة من 10-20% من المرضى، ويحدث نوع من المضاعفات (الكبرى والثانوية) في 40%، عادةً ما يكون الوقت في المستشفى 1-2 أسابيع ووقت الشفاء من 3 إلى 6 أشهر. من الممكن أن يستغرق وقت الشفاء ما يصل إلى عام.

رسم تخطيطي يظهر قبل وبعد استئصال المريء الجزئي
رسم تخطيطي يظهر قبل وبعد استئصال المريء الكلي
استئصال المريء باستخدام الأمعاء (القولون) لتحل محل المريء